# استار آو د وست
استار آو د وست (به انگلیسی: Star of the West) یک کشتی است که طول آن ۲۲۸٫۳ فوت (۶۹٫۶ متر) می‌باشد. این کشتی در سال ۱۸۵۲ ساخته شد.